# Каяпо
Каяпо — индейцы, которые относятся к группе народов же, обитающих на территории восточной Бразилии в штатах Мату-Гросу и Пара. Самоназвание «мебенгокре», то есть «народ источника».

## История
Издавна каяпо населяли долину реки Токантинс. До XVII века они делились на южных и северных каяпо. Часть южных каяпо была истреблена европейцами, часть вымерла, остальные были ассимилированы португальцами в XVII—XIX веках. Северные каяпо до сих пор сохраняют свою самобытность.
В 1920-х годах на исконные земли индейцев стали перебираться толпы лесорубов, шахтёров, сборщиков каучука. В 1950-х годах были предприняты попытки договориться между чиновниками Бразилии и вождями каяпо, однако они потерпели неудачу. Впрочем, конфликты в 1960-х годах усилились, в 1970-х годах начались конфликты индейцев с европейцами.
В 1980—1990 годах северные каяпо под руководством вождей Раони и Мекарон-Ти выгнали поселенцев и золотоискателей со своих территорий. В 1988 году они добились включения статьи о правах коренных жителей в новую конституцию Бразилии, а также законности их притязаний на территорию. В 1989 году северные каяпо предотвратили строительство дамбы «Карарао» на реке Шингу, представлявшей угрозу затопления части их земель.

## Демография и расселение
Южные каяпо населяли юго-восточную часть штата Мату-Гросу, северо-западную — штата Сан-Паулу, западную — штата Минас-Жерайс, южную — штата Гояс. Северные каяпо проживают на территории штата Пара, преимущественно в междуречье Шингу и Токантинс. Они подразделяются на локальные и диалектные группы: тапаюона, горотире, крен-акароре, кубен-кран-кенг, тшукаррамае, кубен-кран-нот, шикрин, кокраймор.
В начале XX века численность населения каяпо составляла 4 тысячи человек, однако к концу 1970-х годов она сократилась до 1300 человек. С 1990 года начинается восстановление демографии. Согласно переписи 2010 года количество каяпо составляет 8638 человек.
В штате Пара создана индейская территория Каяпо площадью 32 840 км², которая входит в крупный природоохранный комплекс восточной Амазонии.

## Социальная организация
Основу составляла община, в которую объединялись племена. В то же время общины довольно самостоятельными. Во главе общины стоял вождь (бехадиоро). Ему помогают помощники (оопен).

## Хозяйство
Основными занятиями южных каяпо были земледелие (прежде всего выращивание кукурузы), охота, рыболовство, собирательство, изготовление корзин. Северные каяпо занимались ручным подсечно-огневым земледелием — выращивали батат, кукурузу, маниок, хлопок, охотой, у горотире к ним добавлялось собирательство орехов.
На данный момент народ каяпо, представленный северными каяпо, является одним из самых богатых и могущественных из 240 коренных племен, оставшихся в Бразилии.

## Культура
Сохраняют верования в традиционные мифы, продолжают придерживаться древних ритуалов и обычаев. Основное внимание уделяется гармонии между землей и человеком.
Брак девушек происходит в возрасте 10-12 лет. Возможен второй брак и развод.

## Язык
Говорят на языке каяпо, который относится к языковой семье же. Также говорят на португальском языке.